# Голідей-Гайтс (Нью-Джерсі)
Голідей-Гайтс (англ. Holiday Heights) — переписна місцевість (CDP) в США, в окрузі Оушен штату Нью-Джерсі. Населення — 2135 осіб (2020).

## Географія
Голідей-Гайтс розташований за координатами 39°56′22″ пн. ш. 74°15′26″ зх. д. / 39.93944° пн. ш. 74.25722° зх. д. (39.939383, -74.257272).  За даними Бюро перепису населення США в 2010 році переписна місцевість мала площу 12,80 км², уся площа — суходіл.

## Демографія
Згідно з переписом 2010 року, у переписній місцевості мешкало 2099 осіб у 1311 домогосподарстві у складі 690 родин. Густота населення становила 164 особи/км².  Було 1417 помешкань (111/км²).
Расовий склад населення:
| - 98,3 % — білих - 0,8 % — чорних або афроамериканців - 0,6 % — азіатів |

До двох чи більше рас належало 0,2 %. Частка іспаномовних становила 1,9 % від усіх жителів.
За віковим діапазоном населення розподілялося таким чином: 0,7 % — особи молодші 18 років, 14,2 % — особи у віці 18—64 років, 85,1 % — особи у віці 65 років та старші. Медіана віку мешканця становила 77,8 року. На 100 осіб жіночої статі у переписній місцевості припадало 70,9 чоловіків;  на 100 жінок у віці від 18 років та старших — 70,7 чоловіків також старших 18 років.
Середній дохід на одне домашнє господарство  становив 47 598 доларів США (медіана — 38 073), а середній дохід на одну сім'ю — 59 510 доларів (медіана — 55 054). 
Цивільне працевлаштоване населення становило 244 особи. Основні галузі зайнятості: освіта, охорона здоров'я та соціальна допомога — 26,6 %, роздрібна торгівля — 21,7 %, транспорт — 12,7 %, будівництво — 9,8 %.